# Ludwig Harig
Ludwig Harig (* 18. Juli 1927 in Sulzbach/Saar; † 5. Mai 2018 ebenda) war ein deutscher Schriftsteller, Hörspielautor und literarischer Übersetzer.

## Leben
Ludwig Harig besuchte eine Nationalpolitische Erziehungsanstalt und beschrieb sich selbst als einen „begeisterten Jung-Nazi“ während der Zeit des Nationalsozialismus, mit dessen Entwicklung zu einem Demokraten er sich in seinen autobiografischen Texten, etwa in Wer mit den Wölfen heult, wird Wolf, auseinandersetzte.
Seit 1950 war Harig Volksschullehrer, ließ sich 1970 beurlauben und beendete den Schuldienst 1974. Von da an war er als Schriftsteller tätig.
Bereits Mitte der 1950er Jahre veröffentlichte er kleinere literarische Texte in Literaturzeitschriften und Anthologien. Durch den intensiven Kontakt mit der Stuttgarter Gruppe um Max Bense wurde er mit seinen experimentellen Texten, vorwiegend seinen Permutationen, zu einem wichtigen Vertreter der Konkreten Poesie. Gleichzeitig und verstärkt in den 1960er Jahren entwickelte er das Hörspiel weiter unter Verwendung von collagierten O-Tönen. Für seine Hörcollage Staatsbegräbnis über das Staatsbegräbnis Konrad Adenauers wurde zeitweise ein Sende- und Publikationsverbot verhängt. Bald entstanden erste selbstständige Buchveröffentlichungen, in denen er seine Montage- und Collage-Technik vervollkommnete. Harig übersetzte französische Literatur, vorrangig Werke von Raymond Queneau, dessen Stil sein Schreiben stark beeinflusste. Harig schrieb Texte in saarländischer Mundart.
Einem größeren Publikum wurde Harig erstmals 1986 durch seinen Zeitroman Ordnung ist das ganze Leben bekannt, in dem er anhand der Lebensgeschichte seines Vaters auch seine eigene Jugend und die Geschichte seiner Familie verarbeitete. Riha beschreibt Harigs Stil: „Über das rein Inhaltliche hinaus ist von struktureller Bedeutung, dass es dem Autor weniger um die Nacherzählung einer linearen Lebensgeschichte als vielmehr um den Versuch geht, aus zahlreichen Einzelheiten, die sich als Redewendungen, Gesten und Verhaltensformen im Gedächtnis erhalten haben, die Spur der väterlichen Existenz zu zeichnen und ihr das ‚Geheimnis‘ zu entlocken, das sie zeitlebens umgab“ (zitiert nach KLG). Diesem ersten Band seiner autobiografischen Roman-Trilogie folgte 1990 als zweiter Teil Weh dem, der aus der Reihe tanzt und 1996 der Abschluss mit Wer mit den Wölfen heult, wird Wolf.
Harig war Mitglied des PEN-Zentrums Deutschland, der Deutschen Akademie für Sprache und Dichtung Darmstadt, der Mainzer Akademie der Wissenschaften und der Literatur sowie der Mannheimer Freien Akademie der Künste. Er lebte und wirkte bis zu seinem Tod in seinem Herkunftsort Sulzbach/Saar.

## Auszeichnungen
- Kunstpreis des Saarlandes (1966)
- Stipendium für die Cité Internationale des Arts Paris (1972)
- Stipendium des Berliner Senats (1974)
- Stipendium des Berliner Kunstpreises (1975)
- Kunstpreis der Stadt Saarbrücken (1977 und 1999)
- Literaturpreis der Universitätsstadt Marburg und des Landkreises Marburg-Biedenkopf (1982)
- Deidesheimer Turmschreiber (1983)
- Ehrengast in der Deutschen Akademie Rom Villa Massimo
- Raben-Preis für kreative Kritik (1985)
- Carl-Zuckmayer-Medaille (1985)
- Hörspielpreis der Kriegsblinden für Drei Männer im Feld (1987)
- Ehrendoktor der Universität des Saarlandes (1987)
- Heinrich-Böll-Preis (1987)
- Mainzer Stadtschreiber (1987)
- Ernennung zum Ehrenprofessor durch das Ministerium für Wissenschaft und Kultur des Saarlandes (1993)
- Friedrich-Hölderlin-Preis der Stadt Bad Homburg (1994)
- Ehrenbürger der Stadt Sulzbach/Saar (1994)
- Brüder-Grimm-Professur (2001)
- Preis der Frankfurter Anthologie (2005)

## Werke
- haiku hiroshima (1961)
- Zustand und Veränderungen (1963)
- Reise nach Bordeaux (1965)
- Das Geräusch. Hörspiel (1965)
- Starallüren. Hörspiel (1967)
- Das Fußballspiel. Stereophones Hörspiel (1967)
- im men see. Wolfgang Fietkau Verlag, Berlin 1969 (schritte 15)
- Staatsbegräbnis Hörspiel Radiocollage für den saarländischen Rundfunk (1969)
- Ein Blumenstück. Texte zu Hörspielen (1969)
- zufällig änderbar. Mit Siebdrucken von Paul Schneider (1969)
- miß mary. Mit Siebdrucken von Lukas Kramer (1970)
- Sprechstunden für die deutsch-französische Verständigung und die Mitglieder des Gemeinsamen Marktes. Ein Familienroman (1971)
- Zwei Dutzend Sonette an Orpheus von Rainer Maria Rilke. Mit Linolschnitten von Axel Hertenstein (1972)
- Allseitige Beschreibung der Welt zur Heimkehr des Menschen in eine schönere Zukunft (1974)
- Die saarländische Freude. Ein Lesebuch über die gute Art zu leben und zu denken. 1977 (Neuausgaben: München: Carl Hanser, 1982, ISBN 3-446-12337-7. München: DTV, 1983, ISBN 3-423-06322-X)
- Heimweh. Ein Saarländer auf Reisen. Mit Zeichnungen von Hans Dahlem. München: Carl Hanser, 1979, ISBN 3-446-12820-4.
- Der kleine Brixius. Eine Novelle. Carl Hanser, München, Wien 1980, ISBN 3-446-13151-5.
- Rousseau. Der Roman vom Ursprung der Natur im Gehirn. dtv, München 1978, 1981, ISBN 3-423-01728-7; Neuausgabe: Carl Hanser, München 1998, ISBN 3-446-12502-7.
- Tafelmusik für König Ubu. Mit Linolschnitten von Erich Schönig (1982)
- Die Ballade vom großen Durst. Bilder und Verse zur Enzyklopädie der Bierflasche. Mit Zeichnungen von Kurt Halbritter (1983)
- Das Rauschen des sechsten Sinnes. Reden zur Rettung des Lebens und der Literatur. München: Carl Hanser, 1985, ISBN 3-446-14402-1
- Ordnung ist das ganze Leben. Roman meines Vaters. Carl Hanser, München 1986, ISBN 3-446-14662-8, weitere Auflagen 1986 und 1987; Taschenbuchausgabe im Fischer TB Verlag, Frankfurt am Main 1989, ISBN 3-596-29157-7. Weitere Taschenbuchausgaben folgten.
- Logbuch eines Luftkutschers (1987)
- Gauguins Bretagne. Ein Tagebuch. Mit Illustrationen von Paul Gauguin. Ellert & Richter, Hamburg 1988, ISBN 3-89234-050-1; Neuausgabe 2001, ISBN 3-89234-821-9.
- Hundert Gedichte. Alexandrinische Sonette, Terzinen, Couplets und andere Verse in strenger Form. Carl Hanser, München 1988, ISBN 3-446-15276-8.
- Die neue saarländische Freude. Ein Lesebuch über die gute Art zu leben und zu denken, Fischer Taschenbuch, Frankfurt am Main 1990, ISBN 3-596-10535-8.
- Weh dem, der aus der Reihe tanzt. Roman. München: Carl Hanser, 1990, ISBN 3-446-16038-8.
- Die Hortensien der Frau von Roselius. Eine Novelle. München: Carl Hanser, 1992, ISBN 3-446-17207-6.
- Der Uhrwerker von Glarus. Erzählungen. München: Carl Hanser, 1993, ISBN 3-446-17552-0.
- Wer mit den Wölfen heult, wird Wolf. Roman. München: Carl Hanser, 1996, ISBN 3-446-18746-4.
- Spaziergänge mit Flaubert. Reisegeschichten. München: Carl Hanser, 1997, ISBN 3-446-19115-1.
- Simplicius Simplizissimus. Ein Hörspiel (1997)
- Begleitessay zu Vercors Das Schweigen des Meeres. Zürich: Diogenes, 1999
- Pelés Knie. Sechs Verführungen. München: Carl Hanser, 1999, ISBN 3-446-19783-4
- Reise mit Yoshimi. Japanische Reportagen. Zu Klampen, 2000, ISBN 3-933156-52-1
- Und wenn sie nicht gestorben sind. Aus meinem Leben. München: Carl Hanser, 2002, ISBN 3-446-20212-9
- Da fielen auf einmal die Sterne vom Himmel. Begegnungen mit Dornröschen und dem Eisenhans – eine Märchenreise im Jugendstil. Mit Zeichnungen von Otto Ubbelohde. zu Klampen Verlag, Lüneburg 2002, ISBN 3-933156-74-2
- Ideenspiele, fußgerecht. Zwölf alexandrinische Sonette (2004)
- Wer schreibt, der bleibt. Essays und Reden. Gesammelte Werke Band 8, München: Carl Hanser, 2004, ISBN 978-3-446-20289-4
- Die Wahrheit ist auf dem Platz. Fussballsonette. München: Carl Hanser, 2006, ISBN 3-446-20719-8
- Kalahari – ein wahrer Roman. München: Carl Hanser, 2007, ISBN 978-3-446-20819-3
- Der Bote aus Frankreich. Einladungen zu König Artus und Ritter Lancelot, zu Klampen Verlag, Springe 2007, ISBN 978-3-86674-004-4
- Wie die Wörter tanzen lernten. Eine erlebte Poetik, mit Bildern von Franz Zauleck; Fischer Schatzinsel, Frankfurt am Main 2009, ISBN 978-3-596-85357-1
- Welterzählung, In: Uta Kutter, Guntram Zürn (Hrsg.): Im Anfang war das Wort. Literarisches Porträt. Ludwig Harig zum Achtzigsten. Akademie für gesprochenes Wort, Stuttgart 2010, ISBN 978-3-9813599-1-6
- Kräfte im Schlaf gesammelt. Novellen und Erzählungen, herausgegeben von Werner Jung; Hanser Verlag, München/Wien 2010, ISBN 978-3-446-23551-9

Tonträger
- Deutsch für Deutsche – Ein Sprachkurs von Ludwig Harig und Michael Krüger, Wagenbachs Quartplatte 14, Berlin, 1975
- Staatsbegräbnisse, Klaus Ramm, Lichtenberg 1975 (Neuauflage: Staatsbegräbnis 1 und 2 – Konrad Adenauer und Walter Ulbricht. 2 Collagen. Klett, Stuttgart 1988)
- Der Gott aus der Maschine. Eine Weihnachtsgeschichte. Saarbrücken 1979
- Kreter und Pleter. Tagebuch einer Reise nach Kreta. Blieskastel: Gollenstein, 2001.

Hörspiele
- 1957 Stilübungen. 99 Variationen über ein Thema von Raymond Queneau, Regie: Albert Carl Weiland (SR)
- 1963 Das Geräusch, Regie: Oskar Nitschke (SDR)
- 1966 Das Fußballspiel, Regie: Heinz Hostnig, Komposition: Enno Dugend, Helmut Fackler (SR/SWF)
- 1966 Les Demoiselles d'Avignon, Regie: Otto Düben (SDR/SR)
- 1966 Starallüren, Regie: Heinz Hostnig, Komposition: Heinrich Konietzny (SR/SDR)
- 1968 Katzenmusik (zusammen mit  Peter Hoch), Regie: Heinz Hostnig (SR/WDR)
- 1968 Ein Blumenstück, Regie: Hans Bernd Müller (SR/HR/SDR/SWF)
- 1968 Der Monolog der Terry Jo (zusammen mit Max Bense), Regie: Klaus Schöning (SR/RB)
- 1968 Haiku Hiroshima, Regie: Helmut Geissner (SR/WDR)
- 1969 Staatsbegräbnis 1, Regie: Johann M. Kamps (SR/WDR)
- 1971 Fuganon in d, Regie: Heinz Hostnig, Komposition: Peter Hoch (WDR/SR)
- 1971 Hercule Poirots zwölf Arbeiten des Herkules, Regie: Otto Düben (SDR/WDR)
- 1971 Türen und Tore (zusammen mit Reinhard Döhl und Jürgen Becker), Regie: Johann M. Kamps (WDR)
- 1971 Versammelt euch, daß ich euch verkündige, was euch begegnen wird in künftigen Zeiten, Regie: Heinz Hostnig (WDR/SR)
- 1972 Darum sorget nicht für den anderen Morgen, denn der morgende Tag wird für das Seine sorgen, Regie: Friedhelm Ortmann (WDR)
- 1972 Entstehung einer Wortfamilie, Regie: Heinz Hostnig (BR/WDR)
- 1973 Das Glück dieser Erde, Regie: Heinz Hostnig (NDR)
- 1973 Staatsbegräbnis 2, Regie: Ludwig Harig (SR/WDR)
- 1973 Wahrlich, ich sage euch: Dies Geschlecht wird nicht vergehen, bis daß dieses alles geschehe, Regie: Johann M. Kamps (WDR/HR/SR)
- 1974/75 Zeit und Raum verschwinden mit den Dingen (7-teilige Sendefolge über Einstein und das Relative), Regie: Heinz Hostnig (NDR)
- 1976–78 Deutsche Augenblicke (10-teilige Reihe: Gespräche aus dem Volks- und Geistesleben), diverse Regisseure (NDR)
- 1977 Ein deutsches Narrenspiel, Regie: Klaus-Dieter Pittrich (WDR)
- 1978 Warum kann ich nicht vom Truge in die Wahrheit übergehen, Regie: Heinz Hostnig (WDR/SR)
- 1979 Ein Blumenstück, Regie: Heinz Hostnig (NDR/WDR)
- 1980 Wer will haben – der muß graben (SR)
- 1981 Ein Fest für den Rattenkönig, Regie: Heinz Hostnig, Komposition: Walter Krennrich (WDR/SR)
- 1984 Simplicius Simplicissimus (nach Grimmelshausen), Regie: Heinz Hostnig, Komposition: Espe (SFB/WDR)
- 1985 Kriegsende, Regie: Klaus Mehrländer (WDR)
- 1986 Drei Männer im Feld (auch Sprecher), Regie: Hans Gerd Krogmann (WDR) (Hörspielpreis der Kriegsblinden)
- 1988 Amol is gewen a Jiddele, Regie: Norbert Schaeffer, Komposition: Espe (WDR)
- 1992 Voraus ins Blaue. Ludwig Harig interviewt Jean-Jacques Rousseau, Regie: Hans Gerd Krogmann (SWF)
- 2009 Tamtam unserer Wünsche. Begleitmusik zur Gründung der Bundesrepublik Deutschland, Regie: Ulrich Gerhardt (WDR)[6]

Übersetzungen (Auswahl)
- Willy Alante-Lima: Manzinellenblüten. Aus dem Französischen von Ludwig Harig. Fürstenfeldbruck: Steinklopfer 1960. (Original: Fleurs de Mancenils. Paris: Caractères, 1955)
- Raymond Queneau: Heiliger Bimbam. Roman. Aus dem Französischen übertragen von Eugen Helmlé und Ludwig Harig. Frankfurt a. M.: Suhrkamp 1965
- Raymond Queneau: Hunderttausend Milliarden Gedichte. Aus dem Französischen übertragen von Ludwig Harig. Frankfurt a. M.: Zweitausendeins, 1984. (Original: Cent mille milliards de poèmes. Paris: Gallimard, 1961)
- Marcel Proust: Werke. Frankfurter Ausgabe. Werke I. Band 2: Nachgeahmtes und Vermischtes. Aus dem Französischen von Henriette Beese, Ludwig Harig und Helmut Scheffel. Frankfurt a. M.: Suhrkamp, 1989. ISBN 3-518-02194-X
- Raymond Queneau: Stilübungen. Aus dem Französischen von Ludwig Harig und Eugen Helmlé, Frankfurt a. M.: Suhrkamp, 1990, ISBN 3-518-22053-5

Herausgabe
- Jahrbuch der Lyrik, mit Christoph Buchwald, München 2000